# Servidor de arquivos
Na computação, os servidores de arquivos são computadores, conectados a uma ou mais redes, que fornecem locais para acessos aos discos compartilhados. Ou seja, armazenamentos de arquivos de computadores (como textos, imagens, sons, vídeos) que podem ser acessados a partir das estações de trabalhos que são capazes de se comunicarem com os computadores que compartilham os acessos através de uma ou mais redes de computadores. O termo "servidores" destaca o papel das máquinas no esquema cliente-servidor tradicional, onde os clientes são as estações de trabalhos que usam tais armazenamentos. Os servidores de arquivos, normalmente, não executam tarefas computacionais ou programas em nome de suas estações de trabalhos clientes (em outras palavras, são diferentes, por exemplo, dos servidores de aplicativos, que são outro tipo de servidores).
Os servidores de arquivos são comumente encontrados em escolas e escritórios, onde os usuários usam uma ou mais redes de áreas locais (R.Á.L.) para conectarem seus computadores clientes.

## Tipos de servidores de arquivos
Os servidores de arquivos podem ser dedicados ou não. Os servidores de arquivos dedicados são projetados, especificamente, para uso como servidores de arquivos, com estações de trabalhos conectadas para leituras e gravações de arquivos e bancos de dados.
Os servidores de arquivos também podem ser categorizados pelos método de acessos: os servidores de arquivos da Internet são frequentemente acessados através do protocolo de transferência de arquivos (P.T.A.) ou do protocolo de transferência de hipertexto (P.T.Ht.) (mas são diferentes dos servidores web, que geralmente fornecem conteúdo dinâmico da web além de arquivos estáticos). Os servidores em redes de áreas locais (R.Á.L.) geralmente são acessados através do protocolo Bloco de mensagem de servidor (B.M.S.)/Sistema de arquivos de Internet comum (S.A.I.C.) [en] (em sistemas operacionais Windows e do tipo Unix) ou o protocolo Sistema de arquivos de rede (S.A.R.) (em sistemas operacionais do tipo Unix).
Os servidores de bancos de dados [en], que fornecem acessos aos bancos de dados compartilhados por meio de drivers de dispositivos de bancos de dados, não são considerados servidores de arquivos, mesmo quando os bancos de dados são armazenados em arquivos, pois não são projetados para fornecerem esses arquivos aos usuários e tendem a ter requisitos técnicos diferentes.

## Projeto de servidores de arquivos
Nas empresas modernas, os projetos relacionados aos servidores de arquivos são complicados por demandas conflitantes no que se refere aos espaços de armazenamento, às velocidades de acessos, à recuperabilidade [en], às facilidades de administração, à segurança [en] e ao orçamento. Isso é ainda mais complicado em ambientes em constantes mudanças, onde os novos hardwares e a tecnologia rapidamente tornam obsoletos os equipamentos antigos e, ainda assim, devem permanecer on-line de maneira compatível [en] com o maquinário antigo. Para gerenciar as taxas de transferências, as cargas de picos e os tempos de respostas, os fornecedores podem utilizar a teoria das filas para modelar como as combinações de hardware e software responderão em vários níveis de demandas. Os servidores também podem empregar um esquema de balanceamento de carga dinâmico para distribuir solicitações entre várias peças de hardware.
As principais peças de equipamentos de hardwares para servidores de arquivos, nas últimas duas décadas, provou serem as unidades de discos rígidos. Embora outras formas de armazenamento sejam viáveis (como as fitas magnéticas e as unidades de estado sólido), as unidades de discos rígidos continuaram a oferecerem os melhores ajustes para o equilíbrio relacionado aos custos, aos desempenhos e às capacidades.

### Armazenamento
Como a função crucial dos servidores de arquivos é o armazenamento, a tecnologia foi desenvolvida para operar várias unidades de discos juntas como uma equipe, formando um arranjo de discos [en]. Um arranjo de discos normalmente possui cache (armazenamento de memória temporária que é mais rápido que os discos magnéticos), bem como funções avançadas como arranjo redundante de discos independentes/baratos (A.R.D.I./B.) e virtualização de armazenamento [en]. Normalmente, os arranjos de discos aumentam os níveis de disponibilidade [en] usando componentes redundantes diferentes do arranjo redundante de discos independentes/baratos (A.R.D.I./B.), como fontes de alimentação. Os arranjos de discos podem ser consolidadas ou virtualizadas em redes de áreas de armazenamento (R.Á.A.).

### Armazenamento conectado à rede
O armazenamento conectado à rede (A.C.R.) é um tipo de armazenamento de dados de computador em nível de arquivo, conectado a uma ou mais redes de computadores, que fornece acesso a dados a um grupo heterogêneo [en] de clientes. Os dispositivos de armazenamentos conectados às redes (A.C.R.) são especificamente diferenciados dos servidores de arquivos. Os armazenamentos conectados às redes (A.C.R.), geralmente, são dispositivos (aparelhos) computadorizados – computadores especializados construídos desde o início para servir arquivos – em vez de computadores de propósitos gerais sendo usados para servir arquivos (possivelmente com outras funções). Nas discussões sobre os armazenamentos conectados às redes (A.C.R.), o termo "servidor de arquivos" geralmente representa um termo contrastante, referindo-se apenas aos computadores de usos gerais.
Desde de 2010, os dispositivos de armazenamentos conectados às redes (A.C.R.) estão ganhando popularidade, oferecendo métodos convenientes para compartilhar arquivos entre vários computadores. Os benefícios potenciais dos armazenamentos conectados às redes, em comparação com os servidores de arquivos que não são dedicados, incluem o acesso mais rápido aos dados, a administração mais fácil e a configuração simples.
Os sistemas de armazenamentos conectados às redes (A.C.R.) são dispositivos (aparelhos) em redes, que contêm um ou mais discos rígidos, geralmente organizados em contêineres de armazenamento lógicos e redundantes ou arranjos redundantes de discos independentes/baratos (A.R.D.I./B.). Os armazenamentos conectados às redes (A.C.R.) removem as responsabilidades, relacionadas a servir arquivos, de outros servidores nas redes. Eles normalmente fornecem acesso aos arquivos usando protocolos de compartilhamento de arquivos de rede, como o sistema de arquivos de redes (S.A.R.), o bloco de mensagem de servidor (B.M.S.)/sistema de arquivos de Internet comum (S.A.I.C.) ou o protocolo de arquivamento da Apple (P.A.A.).

### Segurança
Os servidores de arquivos geralmente oferecem alguma forma de segurança de sistema para limitar os acessos aos arquivos a usuários ou grupos específicos. Em grandes organizações, essa é uma tarefa geralmente delegada aos serviços de diretórios, como o protocolo leve de acesso a diretórios aberto (P.L.A.D. aberto), o eDirectory [en] da Novell ou o Diretório ativo (D.A.) da Microsoft.
Esses servidores funcionam dentro de ambientes de computação hierárquica que tratam os usuários, os computadores, os aplicativos e os arquivos como entidades distintas mas relacionadas nas redes e concedem os acessos com base nas credenciais dos usuários ou dos grupos. Em muitos casos, od serviços de diretório abrangem muitos servidores de arquivos, potencialmente centenas para grandes organizações. Antigamente, e em organizações menores, as autenticações podiam ocorrer diretamente nos próprios servidores.